# Office Online
O Office Online é uma versão online da suíte de aplicativos para escritório Microsoft Office. Contém versão online do Word, Excel, PowerPoint, OneNote, Calendário e Pessoas, que possibilitam criar, salvar, editar e compartilhar documentos do Office no OneDrive de qualquer lugar, usando um navegador com suporte.

## Aplicativos

### Word Online
O Microsoft Word Online permite o desenvolvimento de trabalhos com ferramentas familiares presentes no Word, como Auto Correção, correção ortográfica enquanto digita e formatação de fonte e parágrafo. Possibilita inserir uma tabela ou imagem, incluindo imagens de arquivos pessoais ou Clip-art do Office.com, direto no navegador.

### Excel Online
Com o Microsoft Excel Online, edita simultaneamente a mesma pasta de trabalho com outras pessoas no mesmo andar ou no mundo. Consulte gráficos, formatação condicional e nova atualização de mini gráficos conforme a classificação das colunas e editar fórmulas. Além disso, pode-se usar listas do IntelliSense para criar várias das mesmas funções que se conhece no Excel.

### PowerPoint Online
O Microsoft PowerPoint Online, possibilita executar uma apresentação de slides em alta fidelidade e fazer edições de último minuto diretamente de um navegador da Web. Usar recursos familiares presentes no PowerPoint, incluindo a capacidade de adicionar ou excluir slides, alterar a formatação de fonte e parágrafo ou inserir uma imagem e aplicar estilos de imagem. Com os gráficos SmartArt, é possível criar um diagrama ou organograma enquanto está se deslocando de forma tão fácil quanto digitar uma lista de marcadores.

### OneNote Online
O Microsoft OneNote online oferece um local online conveniente para guardar todas as ideias e informações. Trabalhe de forma mais eficiente com sua equipe permitindo que todos editem simultaneamente um bloco de anotações compartilhado usando o OneNote Online e o OneNote 2010. Mantenha marcas, estilos de texto, correção ortográfica enquanto digita e auto correção. Como o OneNote Online permite que você veja quem fez a última alteração e exiba versões anteriores de páginas do bloco de anotações.

## Navegadores suportados
Os navegadores com suporte para o Office Web Apps são:
- Internet Explorer
- Firefox
- Safari
- Google Chrome
- Opera

## Disponibilidade
O Office Online está disponível gratuitamente através do OneDrive, e a todos os usuários que tenham uma conta da Microsoft.